# ووجیمیژ ماتوشاک
ووجیمیژ ماتوشاک (لهستانی: Włodzimierz Matuszak؛ ‏ تلفظ لهستانی نامِ کوچک: [vwɔdʑimiɛʐ]؛ ‏ زادهٔ ۲۵ فوریه ۱۹۴۷) بازیگر اهل لهستان است. وی دانش‌آموختهٔ آکادمی ملی هنرهای نمایشی الکساندر زلوروویچ در ورشو است.
از فیلم‌ها یا مجموعه‌های تلویزیونی که وی در آن‌ها نقش داشته است، می‌توان به حالا یا هرگز!، نشانه، پیت‌بول، رنگ‌های خوشبختی، عشق اول، دوران افتخار، ع چون عشق، در خوشی و سختی، خانه کشیش و شوپن: میل به عاشقی اشاره نمود.